# Thomas Frewen (MP)
Thomas Frewen (1630-1702), de Cleybrooke House, Fulham, Middlesex, St. James's, Westminster e Brickwall House, Northiam, Sussex, foi membro do Parlamento de Inglaterra por Rye de março de 1679 a 1685, de 15 de janeiro a 1 de abril de 1689, e de 9 de fevereiro de 1694 a 1698.